# 서위 폐제
서위 폐제(西魏 廢帝, 525년 ~ 554년 6월 10일(음력 4월 25일))는 중국 남북조 시대 서위의 제2대 황제(재위: 551년 ~ 554년)이다. 성명은 원흠(元欽)이고 서위 문제와 서위 문황후 사이에서 태어난 맏아들이다. 폐위되었기 때문에 묘호와 시호는 없다.

## 생애
535년에 황태자로 세워졌다. 이후 오래지 않아 승상 우문태의 맏딸 우문씨와 결혼했다.
551년에 문제가 죽자 즉위했다. 이듬해인 552년에 개원하지 않고 다만 원년이라 하여서 연호를 사용하지 않게 되었다.
553년에 상서(尙書) 원렬(元烈)이 우문태를 주살하기를 꾀했는데 발각되어서 반대로 살해되었다. 이후 폐제는 이를 가지고 항상 원망하는 말을 했고 또한 동생들의 반대에도 불구하고 우문태를 주살하려고 했다. 그러자 우문태의 사위인 이기(李基), 이휘(李暉)와 우익(于翼) 세 사람이 이를 우문태에게 밀고했고, 결국 이듬해인 554년에 폐위되었다. 이후에 우문태가 폐제를 짐살했다.

## 기년
| 폐제        | 원년       | 2년        | 3년        |
| ----------- | ---------- | ---------- | ---------- |
| 서력 (西曆) | 552년      | 553년      | 554년      |
| 간지 (干支) | 임신(壬申) | 계유(癸酉) | 갑술(甲戌) |